# بهاء الدولة
بهاء الدولة أبو نصر فيروز بن عضد الدولة بن بويه (971- 22 ديسمبر 1012م)، كان أمير البويهيين في العراق (988م –1012م)، وفارس وكرمان (998–1012)، وكانت أيامه أربعا وعشرين سنة، هيمنت في بداية عهده النزاعات مع أقاربه المنافسين للسيطرة على المحافظات الفارسية الغربية، لكن بحلول عام 998م نجح في فرض سيطرته على الدولة البويهية. ومع ذلك، فقد شهد عهده زحفًا متزايدًا للقوى المجاورة للأراضي البويهية، وكان بداية تراجع نفوذ البويهيين، تملك بعده ابنه سلطان الدولة أبو شجاع.

## سيرته
قال ابن الأثير في سنة 357 جرت فتنة ببغداد بين الديلم وكان سببها أن أسفار بن كردويه وهو من أكابر القواد استنفر من صمصام الدولة السلطان ببغداد واستمال كثيرا من العسكر إلى طاعة أخيه شرف الدولة شيرزيل واتفق رأيهم على أن يولوا الأمير بهاء الدولة أبا نصر بن عضد الدولة العراق نيابة عن أخيه شرف الدولة صاحب بلاد فارس وكان صمصام الدولة مريضا فتمكن أسفار من الذي عزم عليه، فلما أبل من مرضه استمال فولاذ زماندار فأجابه، وقاتل أسفار فهزمه فولاذ وأخذ الأمير أبو نصر أسيرا وأحضر عند أخيه صمصام الدولة فرق له وعلم أنه لا ذنب له واعتقله وكرمه، وفيها سار شرف الدولة أبو الفوارس بن عضد الدولة من فارس يطلب الأهواز وأرسل إلى أخيه أبي الحسين أن مقصده العراق وتخليص أخيه الأمير أبي نصر من محبسه، ثم سار شرف الدولة إلى الأهواز وملكها وملك البصرة، وبلغ الخبر إلى صمصام الدولة فراسله في الصلح فاستقر الأمر على أن يخطب لشرف الدولة بالعراق قبل صمصام الدولة، ويكون صمصام الدولة نائبا عنه، ويطلق أخاه الأمير بهاء الدولة أبا نصر ويسيره إليه، وصلح الحال واستقام ثم عاد عن الصلح وعزم على قصد بغداد ولم يحلف لأخيه. وسار من الأهواز إلى واسط فأرسل إليه صمصام الدولة أخاه أبا نصر يستعطفه بإطلاقه.

### في الإمارة
ثم توفي شرف الدولة شيرزيل سنة 379، ولما أيس أصحابه منه سألوه ليأمر أخاه بهاء الدولة أبا نصر أنه ينوب عنه إلى أن يعافى لئلا تثور الفتنة، ففعل ذلك وتوقف بهاء الدولة، ثم أجاب إليه، فلما مات جلس بهاء الدولة في الممكلة وقعد للعزاء وركب الطائع إلى العزاء في الزبزب، فتلقاه بهاء الدولة، وقبل الأرض بين يديه وانحدر الطائع إلى داره وخلع على بهاء الدولة خلع السلطنة وأقر بهاء الدولة أبا منصور بن صلحان على وزارته. وكان شرف الدولة قد سير ولده الأمير أبا علي إلى فارس، وكان المرتبون في القلعة التي بها صمصام الدولة وأخوه أبو طاهر قد أطلقوهما واجتمع على صمصام الدولة كثير من الديلم وسار الأمير أبي علي إلى شيراز.

#### فتنة الأتراك والديلم
وقعت الفتنة بها بين الأتراك والديلم وخرج الأمير أبو علي معسكر الأتراك وجرى بينهم قتال عدة أيام وسار أبو علي إلى أرجان وعاد الأتراك إلى شيراز فقاتلوا صمصام الدولة ومن معه من الديلم وعادوا إلى أبي علي بأرجان، ثم وصل رسول من بهاء الدولة إلى أبي علي وأدي الرسالة وطيب قبله ووعده ثم أنه راسل الأتراك سرا واستمالهم إلى نفسه وأطمعهم فحسنوا لأبي علي المسير إلى بهاء الدولة فسار إليه فلقيه بواسط منتصف جمادي الآخرة سنة 380 فأنزله وأكرمه وتركه عدة أيام وقبض عليه ثم قتله بعد ذلك بعد ذلك بيسير وتجهز بهاء الدولة للمسير إلى الأهواز لقصد بلاد فارس. وفيها وقعت الفتنة ببغداد بين الأتراك والديلم ودام القتال خمسة أيام، وبهاء الدولة في داره يراسلهم في الصلح فلم يسمعوا قوله، وقتل بعض رسله، ثم خرج إلى الأتراك وحضر القتال معهم فاشتبه الأمر ثم شرع في الصلح ورفق بالأتراك وراسل الديلم فاستقر الحال وحلف بعضهم لبعض وكانت مدة الحرب اثني عشر يوما، ثم أن الديلم تفرقوا وأخرج بعضهم وقبض على البعض فضعف أمرهم وقويت شوكة الأتراك، وفي هذه السنة سار فخر الدولة من الري عازما على قصد العراق والاستيلاء عليها ووصل إلى الأهواز فملكها وأساء السيرة مع جندها فلما سمع بهاء الدولة بوصولهم إلى الأهواز سير إليهم العساكر والتقوا هم وعساكر فخر الدولة فاتفق أن دجلة الأهواز زادت ذلك الوقت زيادة عظيمة وانفتحت البثوق منها، فظنها عسكر فخر الدولة من ذلك وكان قد استبد برأيه فعاد حينئذ إلى وزيره صاحب بن عباد فأشار ببذل وتفرق عنه كثير من عسكر الأهواز فعاد إلى الري وملك أصحاب بهاء الدولة الأهواز، وكان أبو طاهر إبراهيم وأبو عبد الله الحسين ابنا ناصر الدولة بن حمدان هذه السنة في خدمة شرف الدولة ببغداد فلما توفي وملك بهاء الدولة استأذنه في الإصعاد، إلى الموصل فأذن لهما فأصعدا، ثم علم القواد الغلط في ذلك فكتب بهاء الدولة إلى خواشاذه وهو يتولى الموصل يأمره بدفعهما عنها، فأرسل إليهما خواشاذه يأمرهما بالعود عنه، فأعادا جوابا جميلا وجدا في السير حتى نزلا يظاهر الموصل وثار أهل الموصل بالديلم والأتراك فنهبوهم وخرجوا إلى بني حمدان وخرج الديلم إلى قتالهم فهزمهم المواصلة وبنو حمدان وسير بنو حمدان خواشاذه ومن معه إلى بغداد وأقاموا بالموصل. وفيها قبض بهاء الدولة على أبي الحسن محمد بن عمر العلوي الكوفي وكان قد عظم شأنه مع شرف الدولة فلما ولي بهاء الدولة سعى به أبو الحسن المعلم وأطمعه في أمواله فقبض عليه. وفيها أسقط بهاء الدولة ما كان يؤخذ من المراعي من سائر السواد.

#### أرجان وخوزستان والعراق
وفي سنة 380 سار بهاء الدولة عن بغداد إلى خوزستان عازما على قصد فارس، واستخلف ببغداد أبا نصر خواشاذه ووصل إلى البصرة ودخلها عنها إلى خوزستان فأتاه نعي أبي طاهر فجلس للعزاء ودخل أرجان فاستولى عليها وأخذ ما فيها من الأموال فكان ألف ألف دينار وثمانية ألف ألف درهم ومن الثياب والجواهر ما لا يحصى فلما علم الجند بذلك شغبوا شغبا متتابعا، فأطلقت تلك الأموال كلها لهم ولم يبق منها إلا القليل، ثم سارت مقدمته وعليها أبو العلاء بن الفضل إلى النوبندجان وبها عساكر صمصام الدولة عسكرا وعليهم فولاد ما ندرا وكان بين العسكريين واد وعليه قنطرة، وكان أصحاب أبي العلاء يعبرون القنطرة ويغيرون على أثقال الديلم عسكر صمصام الدولة، فوضح فولاذ كمينا عند القنطرة فلما عبر أصحاب بهاء الدولة خرجوا عليهم فقتلوهم جميعهم وأرسل فولاذ أبا العلاء وخدعه ثم سار إليه وكبسه فانهزم من بين يديه وعاد إلى أرجان مهزوما وترددت الرسل في الصلح فتم على أن يكون لصمصام الدولة بلاد فارس وأرجان ولبهاء الدولة خوزستان والعراق، وأن يكون لكل واحد منهما أقطاع في بلد صاحبه، وحلف كل واحد منهما لصاحبه، وعاد بهاء الدولة إلى الأهواز ولما ساء بهاء الدولة عن بغداد ثار العيارون في جانبي بغداد ووقعت الفتن بين أهل السنة والشيعة وكثر القتال بينهم وزالت الطاعة وأحرق عدة محال ونهبت الأموال وأخربت المساكن ودام ذلك عدة شهور. وفيها قبض بهاء الدولة على وزيره أبي منصور بن صالحان واستوزر أبا نصر أبور بن أردشير قبل مسيره إلى خوزستان، وكان المدبر للدولة بهاء الدولة أبا الحسين المعلم.

### الإطاحة بالطائع وتعيين القادر 381 هـ
وفي سنة 381 قبض بهاء الدولة على الخليفة الطائع، وسبب ذلك أن الأمير بهاء الدولة قلت عنده الأموال فكثر شغب الجند فقبض على وزيره سابور فلم يغن عنه ذلك شيئا، وكان أبو الحسن بن المعلم قد غلب على بهاء الدولة وحكم في مملكته فحسن له القبض على الطائع وأطعمه في ماله وهون عليه ذلك وسهله فأرسل بهاء الدولة إلى الطائع وسأله الأذن في الحضور في خدمته ليجدد العهد به فأذن له في ذلك وجلس له كما جرت العادة، فدخل بهاء الدولة ومعه جمع كثير فلما دخل قبل الأرض وأجلس على كرسي فدخل بعض الديلم كأنه يريد يقبل يدي الخليفة فجذبه فأنزله عن سريره والخليفة يقول: إنا لله وإنا إليه راجعون وأخذ ما في دار الخليفة من الذخائر ونهب الناس بعضهم بعضا.
وحمل الطائع إلى دار بهاء الدولة وأشهد عليه بالخلع وذكر بهاء الدولة من يصلح للخلافة فاتفقوا على القادر بالله، وكان بالبطيخة، فأرسل إليه بهاء الدولة خواص أصاحبه ليحضروه إلى بغداد ليتولى الخلافة، وشغب الديلم ببغداد ومنعوا من الخطبة، فقيل على المنبر: اللهم أصلح عبدك وخليفتك القادر بالله، ولم يذكروا اسمه، وأرضاهم بهاء الدولة، فسار القادر إلى بغداد، فلما دخل جيل انحدر بهاء الدولة والأعيان لاستقباله وبايعه بهاء الدولة والناس. وفيها أنفذ خلف أحمد صاحب سجستان ابنه عمرا إلى كرمان فملكها، وكانت لشرف الدولة، فلما توفي الخلف بين صمصام الدولة وبهاء الدولة انتهز الفرصة وسير ولده عمرا في عسكر فملكها، ومنها قائد يقال له تمرتاش كان قد استعمله شرف الدولة فلما وصل الخبر إلى صمصام الدولة وهو صاحب فارس جهز العساكر إلى تمرتاش مع قائد يقال له أبو جعفر، وأمره بالقبض على تمرتاش لأنه اتهمه بالميل إلى أخيه بهاء الدولة. وفيها أرسل بكجور الذي كان واليا على دمشق من قبل العزيز بالله العلوي فعزله وتوجه إلى الرقة فاستولى عليها وعلى الرحبة فاوضه بهاء الدولة بن بويه بالانضمام إليه فلم يجبه بشيء.
قبض بهاء الدولة على وزيره أبي نصر سابور بالأهواز واستوزر أبا القاسم عبد العزيز بن يوسف. وفيها أيضا قبض بهاء الدولة على أبي نصر خواشاذه وأبي عبد الله ابن طاهر بعد عوده من خوزستان، وكان سببه أن أبا نصر كان شحيحا فلم يواصل ابن المعلم بخدمه وهداياه فشرع بالقبض عليه. وفيها كتاب أهل الرحبة إلى بهاء الدولة يطلبون إنفاذ من يسلمون إليه الرحبة، فأنفذ خمارتكن الحفصي إلى الرحبة فتسلمها وسار منها إلى الرقة وبها بدر غلام سعد الدولة بن حمدان فجرت بينهما وقعات فلم يظفر بها وبلغه اختلاف ببغداد فعاد فخرج عليه بعض العرب فأخذوه أسيرا، ثم افتدى منهم بمال كثير. وفيها حلف بهاء الدولة للقادر على الطاعة والقيام بشروط البيعة وحلف له القادر بالوفاء والخلوص وأشهد عليه أنه قلده ما وراء بابه.
وفي آخر سنة 381 أنفذ بهاء الدولة أبا جعفر الحجاج بن هرمز في عسكر كثير إلى الموصل فملكها فاجتمعت عقيل وأميرهم أبو الذواد محمد بن المسيب على حربه، بينهم عدة وقائع ظهر فيها من أبي جعفر بأس شديد فهابه العرب واستمد من بهاء الدولة عسكرا فأمده في أول سنة 382 بالوزير أبي القاسم علي بن أحمد، فلما وصل إلى العسكر كتب بهاء الدولة إلى أبي جعفر بالقبض عليه فعلم أبو جعفر أنه أن قبض عليه اختلف العسكر وظفر به العرب فتراجع في أمره، وكان سبب ذلك أن ابن المعلم كان عدوا له فسعى به عند بهاء الدولة، وكان بهاء الدولة أذنا وعلم الوزير الخبر فشرع في صلح أبي الذاود وأخذ رهائنه والعود إلى بغداد فأشار عليه أصحابه باللحاق بأبي الذواد فلم يفعل أنفة وحسن عهد، فلما وصل إلى بغداد رأى ابن المعلم قد قبض وقتل وكفي شره فظهر عليه الانكسار فقال له خواصه: ما هذا وقد كفيت شر عدوك فقال: أن ملكا فرب رجلا كما قرب بهاء الدولة قد أرسل الشريف أبا أحمد الموسوي إلى أبي الذواد فأسره العرب ثم أطلقوه. وفيها في رجب سلم بهاء الدولة الطائع لله إلى القادر بالله فأكرمه وأقام عنده إلى أن توفي. وفيها قبض بهاء الدولة على أبي الحسن بن المعلم، وكان قد استولى على الأمور كلها وخدمه الناس حتى الوزراء، فأساء السيرة فشغب الجند وطلبوا تسليمه إليهم فراجعهم بهاء الدولة ووعدهم كف يده عنهم فلم يقبلوا فقبض عليه وعلى أصحابه فلم يرجعوا فسلمه إليهم فقتلوه. وفيها قبض بهاء الدولة على وزيره أبي القاسم علي ابن أحمد لأنه اتهمه بمكاتبة الجند في أمر ابن المعلم واستوزر أبا نصر بن سابور وأبا منصور بن صالحان جمع بينهما في الوزارة.

### الصراع مع صمصام الدولة
وفي سنة 383 ملك صمصام الدولة خوزستان وكان سبب نقص الصلح أن بهاء الدولة سري أبا العلاء عبد الله بن الفضل إلى الأهواز وتقدم إليه بأنه يكون مستعدا لقد بلاد فارس وأعلمه أنه يسير إليه العساكر متفرقين فإذا اجتمعوا عنده سار بهم إلى بلاد فارس بغتة فلا يشعر صمصام الدولة إلا وهم معه في بلاده فسار أبو العلاء ولم يتهيأ لبهاء الدولة أمداده بالعساكر وظهر الخبر فجهز صمصام الدولة عسكرة وسيرهم إلى خوزستان، وكتب أبو العلاء إلى بهاء الدولة بالخبر فسير إليه عسكرا كثيرا ووصلت عساكر فارس فلقيهم أبو العلاء فانهزم هو وأصحابه وأخذ أسيرا إلى صمصام الدولة فاعتقله بعد ما شهره ولما سمع بهاء الدولة بذلك أزعجه وأقلقه، وكانت خزائنه قد خلت من الأموال، فأرسل، وزيره أبا نصر بن سابور إلى واسط ليحصل ما أمكنه وأعطاه رهونا من الجواهر والأعلاق النفسية ليقترض عليها. وفيها كثر شغب الديلم على بهاء الدولة ونهبوا دار الوزيري أبي نصر بن سابور واختفى منهم واستعفى ابن صالحان من الانفراد بالوزارة فأعفي، واستوزر أبا القاسم علي بن أحمد ثم هرب وعاد سابور إلى الوزارة بعد أن أصلح الديلم. وفيها عقد النكاح للقادر على بنت بهاء الدولة بصداق مبلغه مائة ألف دينار وكان العقد بحضرته والولي النقيب أبو أحمد الحسين بن موسى والد الرضي، وماتت قبل النقلة.
وفي سنة 384 أنفذ بهاء الدولة عسكرا إلى الأهواز عدتهم 700 رجل وقدم عليهم طغان التركي فلما بلغوا السوس رحل عنها أصحاب صمصام الدولة فدخلها عسكر بهاء الدولة وكان أكثرهم من الترك. وتوجه صمصام الدولة إلى الأهواز ومعه عساكر الديلم وتميم وأسد فلما بلغ تستر رحل ليلا ليكبس الأتراك من عسكر بهاء الدولة فضل الأدلاء في الطريق، فأصبح على بعد منهم ورأى طلائع الأتراك فعادوا بالخبر فحذروا واجتمعوا واصطفوا وجعل طغان كمينا فلما التقوا خرج الكمين على الديلم، فكانت الهزيمة واستأمن منهم أكثر من ألفي رجل وضرب لهم طغان خيما يسكنونها، فاجتمع الأتراك وقالوا هؤلاء أكثر من عدتنا ونحاف أن يثوروا بنا، والرأي أن نقتلهم فلم بشعر الديلم إلا ود ألقيت الخيام عليهم ووقع الأتراك فهيم بالعمد فقتلوا كلهم وورد الخبر على بهاء الدولة وهو بواسط قد اقترض مالا من مهذب الدولة فسار إلى الأهواز وكان طغان والأتراك قد ملكوها قبل وصوله، وأما صمصام الدولة فإنه لبس السواد وسار إلى شيراز فغيرت والدته ما عليه من السواد وأقام يتجهز للعود إلى أخيه بهاء الدولة بخوزستان.
وفي سنة 385 جهز صمصام الدولة عسكره من الديلم وردهم إلى الأهواز مع العلاء بن الحسن واتضح أن طغان نائب بهاء الدولة بالأهواز توفي وعزم من معه من الأتراك على العود إلى بغداد، وكتب من هناك إلى بهاء الدولة بالخبر، فأقلقه ذلك وأزعجه فسير أبا كاليجار المرزبان بن شهفيروز إلى الأهواز نائبا عنه، وأنفذ أبا محمد الحسن بن مكرم إلى الفتكين، وهو برام هرمز عاد من بين يدي عسكر صمصام الدولة إليها يأمره بالمقام بموضعه فلم يفعل وعاد إلى الأهواز فكتب إلى أبي محمد بن مكرم بالنظر في الأعمال، وسار بعدهم بهاء الدولة نحو خوزستان فكاتبه العلاء ولك طريق اللين والخداع، ثم سار على نهر المسرقان إلى أن حصل بخان طوق ووقعت الحرب بينه وبين أبي محمد مكرم والفتكين وزحف الديلم بين البساتين حتى دخلوا البلد وانزاح عنه ابن مكرم والفتكين وكتبا إلى بهاء الدولة يشيران عليه بالعبور إليها فتوقف عن ذلك ووعدهما به وسير إليهما ثمانين غلاما من الأتراك فعبروا وحملوا على الديلم من خلفهم فأفرجوا لهم، فلما توسطوا بينهم أطبقوا عليهم فقتلوهم، فلما عرف بهاء الدولة ذلك ضعفت نفسه وعزم على العود ولم يظهر ذلك فأمر بإسراج الخيل وحمل السلاح وسار نحو الأهواز ثم عاد إلى البصرة فنزل بظاهرها فلما عرف ابن مكرم خبر بهاء الدولة عاد إلى عسكر مكرم وتبعهم العلاء والديلم فأجلوهم عنها فنزلوا براملان بين عسكر مكرم وتستر وتكررت الوقائع بين الفريقين مدة، وكان بيد الأتراك أصحاب بهاء الدولة من تستر إلى رامهرمز ومع الديلم منه إلى أرجان وأقاموا ستة أشهر ثم رجعوا إلى الأهواز ثم عبر بهم النهر إلى الديلم واقتتلوا نحو شهرين ثم رحل الأتراك وتبعهم العلاء فوجدهم قد سلكوا طريق واسط فكف عنهم وأقام بعسكر مكرم.
وفي سنة 386 سار قائد كبير من قواد صمصام الدولة اسمه ولشكرستان إلى البصرة فأجلى عنها نواب بهاء الدولة، وسبب ذلك أن الأتراك لما عادوا عن العلاء كما مر كان لشكرستان مع العلاء فأتاهم من الديلم الذين مع بهاء الدولة أربعمائة رجل مستأمنين، فأخذهم لشكرستان وسار بهم وبمن معه إلى البصرة فكثر جمعه فنزلوا قريب البصرة بين البساتين يقاتلون أصحاب بهاء الدولة، وما إليهم بعض أهل البصرة ومقدمهم أبو الحسن بن أبي جعفر العلوي وكانوا يحملون إليهم الميرة، وعلم بهاء الدولة بذلك فأنفذ من يقيض عليهم، فهرب كثير منهم إلى لشكرستان، فقوي بهم وجمعوا السفن وحملوه فيها ونزلوا إلى البصرة فقاتلوا أصحاب بهاء الدولة بها وأخرجوهم عنها، وملك لشكرستان البصرة فكتب بهاء الدولة إلى مهذب الدولة صاحب البطيحة يقول: أنت أحق بالبصرة، فسري إليها جيشا مع عبد الله بن مرزوق وصفت لمهذب الدولة. ثم أن لشركستان هجم على البصرة في السفن وكاتب بهاء الدولة يطلب المصالحة ويبذل الطاعة ويخطب له بالبصرة فأجابه مهذب الدولة إلى ذلك وأخذ ابنه رهينة وكان لشركستان يظهر طاعة صمصام الدولة وبهاء الدولة ومهذب الدولة.
وفيها توفي أبو الذواد العقيلي صاحب الموصل فطمع أخوه المقلد في الإمارة، فلم تساعده عقيل على ذلك، وقلدوا أخاه الأكبر عليا، فاستمال المقلد بعض الديلم الذين كانوا مع أبي جعفر الحجاج بالموصل، وكتب إلى بهاء الدولة يضمن منه البلد بألفي درهم كل سنة، ثم حضر عند أخيه علي وأظهر له أن بهاء الدولة قد ولاه الموصل وسأله مساعدته على أبي جعفر لأنه منعه عنها، فساروا ونزلوا على الموصل فخرج إليهم من استماله المقلد من الديلم وضعف الحجاج، وطلب الأمان فأمنوه وواعدهم يوما يخرج إليهم فيه، ثم انحدر في السفن قبل ذلك اليوم، فلم يشعروا به إلا بعد انحداره، فتتبعوه فلم يدركوه، ونجا بحاله منهم وسار إلى بهاء الدولة ودخل المقلد البلد، وكان المقلد يتولى حماية غربي الفرات، وله ببغداد نائب فيه تهور فجرى بيته وبين أصحاب بهاء الدولة حرب انهزموا فيها، وكتب إلى بهاء الدولة يعتذر، وطلب إنفاذ من يعقد عليه ضمان القصر وغيره، وكان بهاء الدولة مشغولا بمن يقاتله من عسكر أخيه، فاضطر إلى المغالطة وبرز نائب بهاء الدولة ببغداد وهو أبو علي بن إسماعيل إلى حرب المقلد، فلما بلغ الخبر إلى بهاء الدولة بمجيء أصحاب المقلد إلى بغداد أنفذ أبا جعفر الحجاج إلى بغداد وأمره بمصالحة المقلد والقبض على أبي علي إسماعيل فلما وصلها راسله المقلد في الصلح فاصطلحا على أنه يحمل إلى عشرة آلاف دينار ولا يأخذ من البلاد إلا رسم الحماية ويخطب لأبي جعفر بعد بهاء الدولة مع شروط أخر لم يف المقلد منها بشيء إلا بحمل المال، وقبض أبو جعفر على أبي علي، ثم هرب أبو علي نائب بهاء الدولة واستتر وسار إلى البطيحة مستترا ملتجئا إلى مهذب الدولة.
وفيها قبض بهاء الدولة على الفاضل وزيره وأخذ ماله واستوزر سابور ابن أردشير فأقام نحو شهرين وفرق الأموال ووقع بها للقواد قصدا ليضعف بهاء الدولة، ثم هرب إلى البطيحة وبقي منصب الوزارة فارغا. واستوزر أبو العباس بن سرجس. وفي سنة 387 أنفذ صمصام الدولة أبا علي بن أستاذ هرمز إلى خوزسان ومعه المال ففرقه في الديلم وسار إلى جندي سابور فدفع أصحاب بهاء الدولة عنها. وفيها خرج أبو الحسن علي ابن مزيد عن طاعة بهاء الدولة، فسير إليه عسكرا، فهرب من بين أيديهم إلى مكان لا يقدرون على الوصول إليه، ثم راسل بهاء الدولة وأصلح حاله معه وعاد إلى طاعته، وهو بواسط، فوزر له ودبر أمره وأشار عليه بالمسير إلى أبي محمد ابن مكرم ومن معه من الجند ومساعدتهم، ففعل ذلك وسار على كره وضيق، فنزل بالقنطرة البيضاء وثبت أبو علي ابن أستاذ هرمز وعسكره وجرى لهم معه وقائع كثيرة وضاق الأمر ببهاء الدولة وتعذرت عليه الأقوات فاستمد بدر ابن حسنويه فأنفذ إليه شيئا قام ببعض ما يريده وأشرف بهاء الدولة على الخطر.

### صراعات بهاء الدولة
وفي سنة 389 دخل الديلم الذين مع أبي علي بن أستاذ هرمز بالأهواز في طاعة بهاء الدولة، وكان سبب ذلك أن ابني بختيار أبا نصر وأبا القاسم لما قتلا صمصام الدولة - كما يأتي في ترجمته - وملكا بلاد فارس، كتبا إلى أبي علي بن أستاذ هرمز بالخبر ويذكران تعويلهما عليه واعتضادهما به ويأمرانه بأخذ اليمين لهما على من معه من الديلم والمقام بمكانه والجد بمحاربة بهاء الدولة، فخافهما أبو علي لما كان أسلفه إليهما من قبل أخويهما وأسرهما، فاستشار الديلم الذين معه فأشاروا بطاعة ابني بختيار ومقاتلة بهاء الدولة، فلم يوافقهم على ذلك ورأى أن يراسل بهاء الدولة ويستميله ويحلفه له، فقالوا نخاف الأتراك وقد عرفت ما بيننا وبينهم، فسكت عنهم وتفرقوا، وراسله بهاء الدولة يستميله ويبذل له وللديلم الأمان والإحسان وترددت الرسل، وقال بهاء الدولة أن ثاري وثاركم عند من قتل أخي فلا عذر لكم في التخلف عن الأخذ بثأري، واستمال الديلم فأجابوه إلى الدخول في طاعته، وأنفذوا جماعة من أعيانهم إلى بهاء الدولة، فخلفوه واستوثقوا منه وكتبوا إلى أصحابهم المقيمين بالسوس صورة الحال، وركب بهاء الدولة من الغد إلى باب السوس رجاء أن يخرج من فيه إلى طاعته، فخرجوا إليه في السلاح وقاتلوه قتالا شديدا لم يقاتلوه مثله، فضاق صدره فقيل له أن هذه عادة الديلم أن يشتد قتالهم عند الصلح لئلا يطن بهم العجز، ثم كفوا عن القتال وأرسلوا من يحلفه لهم، ونزلوا إلى خدمته واختلط العسكران، وساروا إلى الأهواز، فقرر أبو علي بن إسماعيل أمورها، ثم ساروا إلى رامهرمز فاستولوا عليها وعلى أرجان وغيرهما من بلاد خوزستان، وسار أبو علي بن إسماعيل إلى شيراز فنزل بظاهرها، فخرج إليه ابنا بختيار في أصحابهما فحاربوه فلما اشتدت الحرب مال بعض من معهما إليه ودخل بعض أصحابه البلد ونادوا بشعار بهاء الدولة وكان النقيب أبو أحمد الموسوي بشيراز قد وردها رسولا من بهاء الدولة إلى صمصام الدولة، فلما قتل صمصام الدولة كان بشيراز، فلما سمع النداء بشعار بهاء الدولة ظن أن الفتح قد تم وقصد الجامع وكان يوم الجمعة وأقام الخطبة لبهاء الدولة، ثم عاد ابنا بختيار واجتمع إليهما أصحابهما فخاف النقيب، فاختفي وحمل في سلة إلى أبي علي بن إسماعيل، ثم أن أصحاب ابني بختيار قصدوا أبا علي وأطاعوه فاستولى على شيراز، وهرب ابنا بختيار، وكتب أبو علي إلى بهاء الدولة بالفتح، فسار إليهما ونزلها، فلما استقر بها أمر بنهب قرية الدودمان وإحراقها وقتل كل من بها من أهلهم فاستأصلهم، فأخرج أخاه صمصام الدولة وجدد أكفانه وحمل إلى التربة بشيراز فدفن بها، وسير عسكرا مع أبي الفتح أستاذ هرمز إلى كرمان فملكها وأقام بها نائبا عن بهاء الدولة.
وفي سنة 390 كان أبو نصر بن بختيار لما انهزم من عسكر بهاء الدولة ملك جيرفت وأكثر كرمان فعظم الأمر على بهاء الدولة، فسير إليه الموفق علي بن إسماعيل فقتله واستولى على بلاد كرمان وعاد إلى بهاء الدولة فخرج بنفسه ولقيه وأكرمه وعظمه فاستعفى الموفق من الخدمة فلم يعفه بهاء الدولة فألح كل واحد منها فأشار أبو محمد بن مكرم على الموفق بترك ذلك فلم يقبل فقبض عليه بهاء الدولة وأخذ أمواله ثم قتله سنة 394 وفي سنة 390 استعمل بهاء الدولة أبا علي الحسين بن أستاذ هرمز على خوزستان فعمرها ولقبه بهاء الدولة عميد الجيوش وحمل إلى بهاء الدولة منها أموالا جليلة. وفي سنة 391 سار طاهر بن خلف بن أحمد صاحب سجستان إلى كرمان وبها عسكر بهاء الدولة وهي له، فاجتمع من بها من العساكر إلى المقدم عليهم والمتولي أمر البلد وهو أبو موسى فقالوا أن هذا الرجل قد وصل وهو ضعيف والرأي أن تبادره قبل أن يكثر جمعه، فلم يفعل واستهان به فكثر جمع طاهر وملك جيرفت وغيرها، فقصد أبو موسى والديلم فكاتبوا بهاء الدولة فسير إليهم جيشا عليهم أبو جعفر بن أستاذ هرمز فسار إلى كرمان وقصد بم وبها طاهر فجرى بين طلائع العسكرين حرب وعاد طاهر إلى سجستان وفارق كرمان. وفي سنة 392 لما سار أبو جعفر بن أستاذ هرمز عن بغداد اختلت الأحوال بها وظهر أمر العيارين واشتد الفساد وقتلت الفساد وقتلت النفوس ونهبت الأموال وأحرقت المساكن، فبلغ ذلك بهاء الدولة فسيره على العراق، فوصل إلى بغداد فأقام السياسة ومنع المفسدين فسكنت الفتنة وأمن الناس.
وفي سنة 393 وقعت حرب بين أبي علي ابن أبي جعفر أستاذ هرمز عميد الجيوش وبين أبي جعفر الحجاج وكان أبو جعفر نائبا عن بهاء الدولة بالعراق ثم استناب بعده عميد الجيوش فجمع كل منهما جمعا واقتتلوا قتالا عظيما، فانهزم أبو جعفر فلما أمن أبو علي سار من العراق إلى خوزستان وأتاه الخبر أن أبا جعفر قد عاد إلى الكوفة. فرجع إلى العراق وجرى بينه وبين أبي جعفر منازعات يستدعيه فسار إليه على خوزستان لأجل ابن واصل كما يأتي. وفيها اشتدت الفتنة ببغداد وانتشر العيارون والمفسدون فبعث بهاء الدولة عميد الجيوش إلى العراق ليدبر أمره، فوصل بغداد فزينت له وقمع المفسدين ومنع السنية والشيعة من إظهار مذاهبهم، ونفى بعد ذلك ابن المعلم فقيه الإمامية - الشيخ المفيد - فاستقام البلد. وفي سنة 394 غلب أبو العباس بن واصل على البطيحة وأخرج مهذب الدولة، وكان مهذب الدولة متزوجا ابنة الملك بهاء الدولة فهرب مهذب الدولة إلى واسط وأصعدت زوجته ابنة الملك بهاء الدولة إلى بغداد، ووكل ابن واصل بدارها من يحرسها، ثم جمع كل ما فيها وأرسله إلى أبيها، فلما سمع بهاء الدولة بمال أبي العباس وقوته خافه على البلاد، فسار من فارس إلى الأهواز لتلافي أمره، واحضر عنده عميد الجيوش من بغداد، وجهز معه عسكرا كثيفا وسيرهم إلى أبي العباس، فأتى إلى واسط وعمل ما يحتاج إليه من سفن وغيرها، وسار إلى البطائح وفرق جنده في البلاد وسمع أبو العباس بمسيره إليه، فأصعد إليه من البصرة، وأرسل يقول له ما أحوجك تتكلف الانحدار وقد أتيتك فخذ لنفسك، ووصل إلى عميد الجيوش وهو على تلك الحال من تفرق العسكر عنه، فلقيه بالصليق فانهزم عميد الجيوش لقي شدة إلى أن وصل إلى واسط وذهب ثقله وخيابه وخزائنه، فأخبره خازنه أنه دفن في الخيمة ثلاثين ألف دينار وخمسين ألف درهم فأنفذ أحضرها فقوي بها، وأقام بواسط وجمع العساكر عازما على العود إلى البطائح. وفيها قلد بهاء الدولة النقيب أبا احمد الموسوي والد الشريف الرضي نقابة العلويين بالعراق وقضاء القضاة والحج والمظالم، وكتب عهده بذلك من شيراز، ولقب الطاهر ذا المناقب، فامتنع الخليفة من تقليده قضاة القضاة وأمضى ما سواه.
وفي سنة 395 أرسل إلى بغداد وأحضر مهذب الدولة وسير معه العساكر في السفن إلى البطيحة فلقيه أهل البلاد وسروا بقدومه. واستقر عليه لبهاء الدولة كل سنة خمسون ألف دينار وسار ابن واصل وعسكره إلى الأهواز، فجهز إليه بهار الدولة جيشا في الماء، فالتقوا بنهر السدرة فاقتتلوا وخاتلهم أبو العباس وار إلى الأهواز، وتبعه من كان قد لقيه من العسكر فالتقوه بظاهر الأهواز وانضاف إلى عسكر بهاء الدولة العساكر التي بالأهواز فاستظهر أبو العباس عليهم ورحل بهاء الدولة إلى قنطرة أربق عازما على المسير إلى فارس، ودخل أبو العباس إلى دار المملكة وأخذ ما فيها من الأمتعة والأثاث إلا أنه لم يمكنه المقام لأن بهاء الدولة كان قد جهز عسكرا ليسير في البحر إلى البصرة فخاف أبو العباس من ذلك وراسل بهاء الدولة وصالحه وزاد في إقطاعه وحلف كل واحد منهما لصاحبه وعاد إلى البصرة وحمل معه كل ما أخذه من دار بهاء الدولة ودور الأكابر والقواد والتجار وفي هذه السنة سير عميد الجيوش عسكرا إلى البندنيجيين، وجعل المقدم عليهم قائدا كبيرا من الديلم. فلما وصلوا إليها سار إليهم جمع كثير من الأكراد فاقتتلوا، فانهزم الديلم وغنم الأكراد رحلهم ودوابهم وجرد المقدم عليهم من ثيابه، وفيها قلد بهاء الدولة الشريف الرضي نقابة الطالبين بالعراق ولقب بالرضي ذي الحسين، ولقب أخوه المرتضى ذا المجدين.
وفي سنة 397 توفي قلج حامي طريق خراسان فجعل عميد الجيوش على حماية الطريق أبا الفتح ابن عناز، وكان عدوا لبدر بن حسنويه، فحقد ذلك بدر، فاستدعى أبا جعفر الحجاج وجمع له جمعا كثيرا، وكان الأمير أبو الحسن علي بن مزيد الأسدي قد عاد من عند بهاء الدولة بخوزستان مغضبا، فاجتمع معهم فزادت عدتهم على عشرة آلاف، وكان عميد الجيوش عند بهاء الدولة لقتال أبي العباس ابن واصل، فسار أبو جعفر ومن معه إلى بغداد ونزلوا على فرسخ منها وأقاموا شهرا، وببغداد جمع من الأتراك معهم أبو الفتح ابن عناز، فحفظوا البلد، فبينما هم كذلك أتاهم خبر انهزام أبي العباس وقوة بهاء الدولة، ففت ذلك في أعضادهم فتفرقوا وراسل أبو جعفر في إصلاح حاله مع بهاء الدولة، فأجابه إلى ذلك، فحضر عنده بتستر، فلم يلتفت إليه لئلا يستوحش عميد الجيوش، ثم أن أبا العباس بن واصل صاحب البصرة عاد إلى الأهواز في جيشه، وبهاء الدولة مقيم بها، فلما قاربها رحل بهاء الدولة عنها لقلة عسكره وتفرقهم وقطع قنطرة أربق وبقي النهر يحجز بين الفريقين، وعزم بهاء الدولة على العود إلى فارس، فمنع أصحابه فأصلح أبو العباس القنطرة وعبر عليها والتقى العسكران، واشتد القتال، فانهزم أبو العباس وقتل من أصحابه كثير وعاد إلى البصرة مهزوما منتصف رمضان سنة 396فجهز بهاء الدولة إليه العساكر مع وزيره أبي غالب فسار إليه وحاصره، وجرى بين العسكريين القتال وقل المال عند الوزير واستمد بهاء الدولة فلم يمده، ثم أن أبا العباس أصعد إلى عسكر الوزير وهجم عليه فانهزم الوزير وكاد يتم على الهزيمة فاستوقفه بعض الديلم وثبته وحملوا على أبي العباس فانهزم هو وأصحابه وأخذ الوزير سفنه، فاستأمن إليه كثير من أصحابه ومضى أبو العباس منهزما إلى الكوفة ودخل الوزير البصرة وكتب إلى بهاء الدولة بالفتح، ثم أن أبا العباس سار من الكوفة عازما على اللحاق ببدر بن حسنويه فبلغ خانقين، وبها جعفر بن العوام في طاعة بدر، فأنزله وأكرمه، وأشار عليه بالمسير في وقته وحذره الطلب، فاعتل بالتعب وطلب الاستراحة ونام، وبلغ خبره إلى أبي الفتح بن عناز وهو في طاعة بهاء الدولة، وكان قريبا منهم، فسار بخانقين، فحصره وأخذه وسار به إلى بغداد فسيره عميد الجيوش إلى بهاء الدولة فلقيهم في الطريق قاصد من بهاء الدولة يأمره بقتله، قتل وحمل رأسه إلى بهاء الدولة وطيف به بخوزستان وفارس وواسط، وكان في نفس بهاء الدولة على بدر بن حسنويه حقد لما اعتمده في بلاده لاشتغاله عنه بأبي العباس ابن واصل، فلما قتل أبو العباس أمر بهاء الدولة عميد الجيوش بالسير إلى بلاده، وأعطاه مالا أنفقه في الجند، فجمع عسكرا وسار يريد بلاده، فأرسل إليه بدر: إنك لم تقدر أن تأخذ ما تغلب عليه بنو عقيل من أعمالكم وبينهم وبين بغداد فرسخ، حتى صالحتهم، فكيف تقدر علي ومعي من الأموال ما ليس معك، وأنا معك بين أمرين: أن حاربتك فالحرب سجال، ولا تعلم لمن العاقبة، فإن انهزمت أنا لم ينفعك ذلك لأنني أحتمي بقلاعي ومعاقلي وأنفق أموالي، وإذا عجزت فأنا رجل صحراوي صاحب عمد أبعد ثم أقرب، وإن أنهزمت أنت لم تجتمع وتلقى من صاحبك العسف. والرأي أن أحمل إليك مالا ترضي به صاحبك ونصطلح. فأجابه إلى ذلك وصالحه وأخذ منه ما كان أخرجه على تجهيز الجيش، وعاد عنه.
وفي سنة 398 قصد أبو جعفر بن كاكويه الملك بهاء الدولة وأقام عنده، وكان خال والدة مجد الدولة وكانت استعملته على أصبهان. فلما فارقت ولدها فسد حاله فقصد بهاء الدولة، ثم عادت إلى ابنها بالري فهرب إليها فأعادته إلى أصبهان. وفي سنة 400 وقع الخلف والحرب بين بدر بن حسنويه الكردي وابنه هلال فأرسل بدر إلى الملك بهاء الدولة يستنجده، فجهز فخر الملك أبا غالب فيجيش وسيره إلى بدر، فسار حتى وصل إلى سابور خواست، فقال هلال لأبي عيسى شاذي قد جاءت عساكر بهاء الدولة فما الرأي؟ قال الرأي أن تتوقف عن لقائهم وتبذل لبهاء الدولة الطاعة وترضيه بالمال فإن لم يجيبوك فضيق عليهم وانصرف بين أيديهم فأنهم لا يستطيعون المطاولة، فقال غششتني ولم تنصحني، وأردت المطاولة أن يقوى أبي وأضعف أنا وقتله وسار ليكبس العسكر ليلا فركب فخر الملك في العساكر وجل عند أثقالهم من يحميها، فلما رأى هلال صعوبة الأمر ندم وعلم أن أبا عيسى بن شاذي نصحه فندم على قتله، ثم أرسل إلى فخر الملك أتي ما جئت لقتال إنما جئت لأكون فريبا منك وأنزل على حكمك، فترد العسكر فإني أدخل في الطاعة، فمال فخر الملك إلى ذلك وأرسل الرسول إلى بدر. فأرسل إلى فخر الملك أن هذا مكر من هلال لما رأى ضعفه، والرأي أن لا تنفس خناقه، فلما سمع فخر الملك الجواب قريت نفسه وكان يتهم بدرا بالميل إلى ابنه وأمر الجيش بالحرب، فلم يكن بأسرع من أتى بهلال أسيرا فقبل الأرض وطلب أن لا يسلمه إلى أبيه فأجابه إلى ذلك وطلب علامته بتسلم القلعة فأعطاهم العلامة فامتنعت أمه ومن بالقلعة من التسليم وطلبوا الأمان فأمنهم فخر الملك وصعد القلعة بأصحابه ثم نزل وسلمها إلى بدر وأخذ ما فيها من الأموال وغيرها، وكانت عظيمة قيل كان بها أربعون ألف بدرة دراهم وأربعمائة بدرة ذهبا سوى الجواهر النفسية والثياب والسلاح وغير ذلك.
وفي سنة 401 خطب قرواش بن المقلد أمير بني عقيل للحاكم بأمر الله العلوي صاحب مصر بأعماله كلها: الموصل والأنبار والمدائن وغيرها، فأرسل القادر القاضي أبا بكر ابن الباقلافي إلى بهاء الدولة يعرفه ذلك، فأكرم بهاء الدولة القاضي أبا بكر، وكتب إلى عميد الجيوش يأمره بالمسير على حرب قرواش، وخلع على القاضي أبي بكر وولاه قضاء عمان والسواحل، وسار عميد الجيوش إلى حرب قرواش، فأرسل يعتذر وقطع خطبة العلويين، وأعاد خطبة القادر، وفيها توفي عميد الجيوش أبو علي بن أستاذ هرمز وكان من حجاب عضد الدولة وجعله عضد الدولة في خدمه ابنه صمصام الدولة فلما قتل اتصل ببهاء الدولة فلما مات استعمل بهاء الدولة مكانه بالعراق فخر الملك أبا غالب. ولما عمر بهاء الدولة داره بسوق الثلاثا نقل إليها من أنقاض دار معز الدولة ابن بويه وأخذ شقفا منها وأراد أن ينقله إلى شيراز فلم يتم له ذلك فبذل فيه لم يحك ذهبه ثمانية آلاف دينار فكان هو أول من شرع في تخريبها وكان معز الدولة بناها وعظمها وغرم عليها ألف ألف دينار فلما كان سنة 418 نقضت وبيعت أنقاضها فسبحان من لا يدوم إلا ملكه.

## الوفاة
مات بهاء الدولة في جمادى الآخرة، سنة 403 هـ بعلة الصرع المتتابع كأبيه، توفي بأرجان في سن اثنتين وأربعين سنة وتسعة أشهر. وحمل الى الكوفة ودفن في المشهد عند أبيه عضد الدولة، وملكه أربعاً وعشرين سنة.